# Materiale rotabile delle Ferrovie Nord Milano
Questa pagina contiene una lista di tutti i gruppi di locomotive e automotrici che sono state immatricolate nel parco delle Ferrovie Nord Milano dalla loro costituzione (1879) ad oggi.
Al 1883 le società possedeva 14 locomotive a vapore, 67 carrozze e 52 carri. Nel 1936 si contavano 68 locomotive, 5 automotrici, 343 carrozze e 940 carri.

## Locomotive

### Locomotive a vapore
| Locomotive ferroviarie | Locomotive ferroviarie | Locomotive ferroviarie | Locomotive ferroviarie       | Locomotive ferroviarie | Locomotive ferroviarie |
| Gruppo                 | Gruppo                 | Gruppo                 | Anno                         | Rodiggio               | Note |
| 1° schema (dal 1879)   | 2° schema (dal 1887)   | 3° schema (dal 1940)   | Anno                         | Rodiggio               | Note |
| ---------------------- | ---------------------- | ---------------------- | ---------------------------- | ---------------------- | --- |
| 1 ÷ 6                  | 101 ÷ 106              | –                      | 1879                         | B                      | |
| 10 ÷ 14                | 21 ÷ 25                | –                      | 1879                         | B1                     | |
| 31, 32                 | 31, 32                 | –                      | 1880                         | C                      | |
| 40                     | 62, 61                 | –                      | 1885-1887                    | C                      | All'arrivo della 61, nel 1887, la 40 cambiò la matricola in 62.                                                                              |
|                        | 41 ÷ 44                | –                      | 1886-1887                    | B1                     | La 41 acquistata direttamente dalle FMSME nel 1887, le 42÷44 ex FNS 10÷12, consegnate a FNS nel 1886 e immatricolate nel parco FNM nel 1894. |
|                        | 41 ÷ 44                | –                      | 1908                         | 2'B                    | Ricostruzione delle precedenti. |
|                        | 51 ÷ 56                | 250                    | 1886-1887, 1915              | C                      | Rispettivamente ex FNS 01÷06. |
|                        | 71 ÷ 77                | 270                    | 1888, 1897, 1902             | C                      | Le 71-72 ex FNS 17-18, le 73÷77 ex FNS 73÷77.                                                                                                |
|                        | 201 ÷ 207              | 200                    | 1883                         | B                      | Rispettivamente ex SFT 201÷206 e 200, incorporate nel 1888 nel parco FNM.                                                                    |
|                        | 251 ÷ 262              | –                      | 1895-1896, 1903, 1906        | 2'B                    | |
|                        | 281 ÷ 296              | 280                    | 1909, 1911, 1923, 1926, 1927 | 2'C                    | Le 280 17÷20 del 1927 assunsero dall'inizio la numerazione definitiva.                                                                       |
|                        | 301 ÷ 303              | –                      | 1884                         | C                      | Rispettivamente ex SFT 307 e 302-303, incorporate nel 1888 nel parco FNM.                                                                    |
|                        | 401 ÷ 411              | 240                    | 1907-1909-1912               | D                      | Le 401÷404, vendute prima del 1940, non entrarono a far parte del gruppo 240.                                                                |
|                        | 421 ÷ 428              | 220                    | 1924                         | 1'D                    | |
|                        |                        | 290                    | 1931                         | 1'C2'                  | |

| Locomotive tranviarie pervenute nel 1888 dalla Società Ferrovie del Ticino, esercente la tranvia Como–Fino–Saronno | Locomotive tranviarie pervenute nel 1888 dalla Società Ferrovie del Ticino, esercente la tranvia Como–Fino–Saronno | Locomotive tranviarie pervenute nel 1888 dalla Società Ferrovie del Ticino, esercente la tranvia Como–Fino–Saronno |
| Gruppo | Anno | Rodiggio |
| --- | --- | --- |
| 1 ÷ 5 | 1880 | C |
| 11 ÷ 12 | 1881 | C |

| Locomotive tranviarie pervenute nel 1889 dalla Società Belga, esercente la tranvia Milano–Saronno | Locomotive tranviarie pervenute nel 1889 dalla Società Belga, esercente la tranvia Milano–Saronno | Locomotive tranviarie pervenute nel 1889 dalla Società Belga, esercente la tranvia Milano–Saronno |
| Gruppo                                                                                            | Anno                                                                                              | Rodiggio                                                                                          |
| ------------------------------------------------------------------------------------------------- | ------------------------------------------------------------------------------------------------- | ------------------------------------------------------------------------------------------------- |
| 01 ÷ 03                                                                                           | 1879-1880                                                                                         | B                                                                                                 |
| 04                                                                                                | 1877                                                                                              | B                                                                                                 |
| 05 ÷ 07                                                                                           | 1908                                                                                              | B                                                                                                 |

### Locomotive elettriche
| Locomotive elettriche | Locomotive elettriche | Locomotive elettriche | Locomotive elettriche | Locomotive elettriche |
| Gruppo                | Numerazione           | Anno                  | Rodiggio              | Note                  |
| --------------------- | --------------------- | --------------------- | --------------------- | --------------------- |
| E.600                 | E.600-01 ÷ 06         | 1927-1928             | Bo'Bo'                |                       |
| E.610                 | E.610-01 ÷ 04         | 1949                  | Bo'Bo'                |                       |
| E.620                 | E.620-01 ÷ 06         | 1984-1985             | B'B'                  |                       |
| E.630                 | E.630-01 ÷ 09         | 1993                  | Bo'Bo'                | ex ČD 163             |
| E.640                 | E.640-01 ÷ 08         | 1968                  | Bo'Bo'                | ex SŽ 342             |
| E.660                 | E.660-051             | 1968                  | Bo'Bo'Bo'             | ex HŽ 1061            |
| E.661                 | E.661-001 ÷ 002       | 1960                  | Bo'Bo'Bo'             | ex HŽ 1061            |

### Locomotive Diesel
| Locomotive diesel | Locomotive diesel   | Locomotive diesel | Locomotive diesel | Locomotive diesel  |
| Gruppo            | Numerazione         | Anno              | Rodiggio          | Note               |
| ----------------- | ------------------- | ----------------- | ----------------- | ------------------ |
| Cn                | Cn 531 Cn 532 ÷ 533 | 1966 ?            | ?                 | ex SNFT            |
| Cne               | Cne 510 ÷ 519       | 1961, 1963, 1980  | C                 | ex SNFT            |
| D.343             | D.343.1034          | 1969              | B'B'              | ex SNFT            |
| DE 145            | DE 145-01 ÷ 03      | 1994-1995         | Bo'Bo'            | Tipo FS D.145.1000 |
| DE 500            | DE 500-01 ÷ 05      | 1971, 1975        | Bo'Bo'            |                    |
| DE 510            | DE 510-1 ÷ 2        | 1967              | B                 |                    |
| DE 520            | DE 520-01 ÷ 18      | 1968              | Bo'Bo'            | ex ČSD 753         |
| V 200             | 220-051             | 1955              | B'B'              | ex SNFT            |

## Automotrici

### Automotrici elettriche
| Automotrici elettriche | Automotrici elettriche                                           | Automotrici elettriche         | Automotrici elettriche                                                                                           |
| Gruppo                 | Numerazione                                                      | Anno                           | Note |
| ---------------------- | ---------------------------------------------------------------- | ------------------------------ | --- |
| E.700                  | E.700-01 ÷ 14 E.700-15 ÷ 17 E.700-18 ÷ 19 E.700-20 ÷ 22 E.700-23 | 1928-1932 1940, 1942 1948 1956 | – ex rimorchi E.800 motorizzati ricostruzione di E.710I ex rimorchi E.800 motorizzati prototipo del gruppo E.740 |
| E.710I                 | E.710-01 ÷ 02                                                    | 1932                           | |
| E.710II                | E.710-001 ÷ 078                                                  | 2007-2010                      | tipo TSR, senza cabina                                                                                           |
| E.711                  | E.711-001 ÷ 078                                                  | 2007-2010                      | tipo TSR, con cabina                                                                                             |
| E.720I                 | E.720-01 ÷ 03                                                    | 1939                           | ex rimorchi E.800 e E.810 motorizzati; dal 1948 E.730                                                            |
| E.720 II               | E.720-001 ÷ 014                                                  | 2008-2012                      | tipo Alstom Coradia                                                                                              |
| E.730                  | E.730-01 ÷ 03                                                    | 1939                           | fino al 1948 E.720I                                                                                              |
| E.740                  | E.740-01 ÷ 07 E.740-08 ÷ 16 E.740-17 ÷ 24                        | 1951 1953-1954 1957            | ex rimorchi E.800 motorizzati –                                                                                  |
| E.750I                 | E.750-01 ÷ 02                                                    | 1947                           | ex rimorchi E.820 motorizzati                                                                                    |
| E.750II                | E.750-01 ÷ 18 E.750-19 ÷ 24                                      | 1981-1984 1992-1993            | tipo FS ALe 724 tipo FS ALe 582                                                                                  |
| E.760                  | E.760.001 ÷ 027                                                  | 1998–2002                      | tipo TAF |
| E.761                  | E.761.001 ÷ 027                                                  | 1998-2002                      | tipo TAF |

### Automotrici Diesel
| Automotrici diesel | Automotrici diesel                                                                        | Automotrici diesel                  | Automotrici diesel | Automotrici diesel |
| Gruppo             | Numerazione                                                                               | Anno                                | Rodiggio           | Note |
| ------------------ | ----------------------------------------------------------------------------------------- | ----------------------------------- | ------------------ | --- |
| M-1                | M-1                                                                                       | 1924                                | 2'B'               | |
| Md. 500            | Md. 500-01 ÷ 02                                                                           | 1931                                | 1A                 | inizialmente Md 1/2-1 ÷ 2; autobus su rotaia                                                                                       |
| Md. 510            | Md. 510-01 ÷ 03                                                                           | 1934                                | 1A                 | inizialmente Md 1/2-11 ÷ 13; autobus su rotaia                                                                                     |
| Md. 520            | Md. 520-01 ÷ 03                                                                           | 1939                                | (1A)(A1)           | tipo FS ALn 556.2200 |
| ALn 1204           | ALn 1204                                                                                  | 1957                                | 1A                 | autobus su rotaia ex ACT, per servizi turistici FTI                                                                                |
| ALn 668            | ALn 668-111 ÷ 114 ALn 668-121 ÷ 122 ALn 668-123 ÷ 126 ALn 668-131 ÷ 133 ALn 668-141 ÷ 148 | 1960 1979 1983 1987, 1991 1993-1995 | (1A)(A1)           | ex SNFT; tipo FS ALn 668.2400 ex SNFT; tipo FS ALn 668.1000 ex SNFT; tipo FS ALn 668.3100 ex SNFT; tipo FS ALn 663 tipo FS ALn 663 |

| Autotreni | Autotreni         | Autotreni | Autotreni  | Autotreni            |
| Gruppo    | Numerazione       | Anno      | Rodiggio   | Note                 |
| --------- | ----------------- | --------- | ---------- | -------------------- |
| ATR 115   | ATR 115 001 ÷ 008 | 2011–...  | 2'Bo'2'    | tipo Stadler GTW 2/6 |
| ATR 220   | ATR 220 024 ÷ 025 | 2008-2011 | Bo'2'2'Bo' | tipo Pesa ATRIBO     |

## Carrozze passeggeri
| Carrozze             | Carrozze | Carrozze       | Carrozze                                                                                              | Carrozze |
| Nome                 | Numerazione | Anno           | Note                                                                                                  |          |
| -------------------- | --- | -------------- | --- | -------- |
| Leichtstahlwagen     | EA.940-01 ÷ 66 (poi riclassificate in EB.930-51 ÷ 90 ed EA.940-51 ÷ 76; nel 2002, EB.930-81 ÷ 85 riclassificate in EA.940-79 ÷ 83) | Anni Cinquanta | Ex FFS, utilizzate per anni al traino di elettromotrici EB.740                                        |          |
| M2 e M3              | EB.900-10 ÷ 38, EA.910-10 ÷ 17, EB.880-01 ÷ 06                                                                                     | Anni 50 e 60   | Ex SNCB, utilizzate assieme alle E.630. Queste carrozze vennero classificate EB.900, EA.910 ed EB.880 |          |
| Socimi               | EB.960-01 ÷ 21 EB.960-22 ÷ 28 (poi riclassificate EA.970-01 ÷ 07)                                                                  | 1981-1983      | Utilizzate per anni al traino di elettromotrici E.750 o di locomotive E.600, E.610, E.620, E.630      |          |
| Carrozza a due piani | EAB.850-01 ÷ 18 (poi riclassificate in EB.850-01 ÷ 18, EB.950-01 ÷ 35 ed EB.980-01 ÷ 07)                                           | 1980-1991      | Utilizzate assieme alle E.750 e E.620                                                                 |          |